# 조선총독부
조선총독부(일본어: 朝鮮総督府)는 일본 제국이 1910년 8월 29일 한일 병합 조약 체결일부터 1945년 9월 2일까지 한반도에 대한 통치를 위해 운영하던 직속기관이었다. 본부의 소재지는 당시 경기도 경성부(현재의 대한민국 서울특별시) 경복궁 내에 있었다.
1905년(광무 8년) 대한제국 시기에 설치된 통감부를 전신으로 하여 1910년 한일 병합 조약 직후에 출범하였으며 초대 조선총독으로 앞서 통감으로 있던 육군대장 데라우치 마사타케가 취임하였다. 1914년 3월 1일에 조선총독부령 제111호(1913년 12월 29일 공포)를 통하여 지방 행정 조직을 대대적으로 개편하였는데, 훗날 대한민국의 행정 체계의 기본골격에 영향을 주었다.
조선총독부는 제2차 세계 대전에서 일본 제국이 공식적으로 패전한 이후에도 몇주간 한반도 지역을 관리하다가 1945년 9월 3일부로 38도선 이남 지역을 미군정에게 인계하고 1945년 9월 28일 공식적으로 소멸되었다. 조선총독부의 첨탑은 독립기념관에 전시되어있다.

## 통감
조선의 군사적 중요성을 비추어 볼 때, 한국통감·조선총독에는 고위 정치인이나 대장급 군인이 임용되었다. 
총독은 모두가 육군 대장이다(해군 대장 사이토 제외).
| 역대  | 이름                          | 사진 | 재임                                        | 계급                                       |
| ----- | ----------------------------- | ---- | ------------------------------------------- | ------------------------------------------ |
| 초대  | 이토 히로부미 (伊藤 博文)     |      | 1906.12.21~1909.6.14 (905일·2년 5개월 23일) | 내각총리 역임                              |
| 제2대 | 소네 아라스케 (曾禰 荒助)     |      | 1909.6.15~1910.5.30 (349일·11개월 15일)     | 귀족원 칙선의원, 추밀 고문관               |
| 제3대 | 데라우치 마사타케 (寺内 正毅) |      | 1910.5.30~10.1 (124일·4개월 1일)            | 대장(大将), 내각총리 역임 (겸임, 본직육상) |

## 역대 총독
조선총독(朝鮮總督)은 육군·해군 대장 중에서 임명되었다. 일본 천황에 직속되어 일본 제국 내각의 통제를 받지 않고 한반도 내에서  정무통리권(政務統理權), 군대통솔권, 행정권, 사법권, 이왕직 및 조선귀족에 대한 특별권한을 가졌다.
1913년 칙령 제134호(고등관 관등봉급령)에 따르면, 조선 총독 연봉은 8,000엔이었다고 한다. 사이토 마코토가 취임한 1919년에 형식적으로 무관 총독 임용제를 폐지하긴 했지만 1945년에 폐지될 때까지 문관 출신의 총독은 단 한 명도 임명된 적이 없었다. 
조선총독을 역임하고 내각총리대신에 취임하거나 내각총리대신을 역임하고 조선총독에 임명된 적도 있었다.
| 역대  | 이름                           | 사진 | 재임                                          | 군종 | 계급       | 비고                            |
| ----- | ------------------------------ | ---- | --------------------------------------------- | ---- | ---------- | ------------------------------- |
| 초대  | 데라우치 마사타케 (寺内正毅)   |      | 1910.10.1~1916.10.14 (2,205일·6년 12일)       | 육군 | 대장(大将) | 통감부 제3대 통감 내각총리 역임 |
| 제2대 | 하세가와 요시미치 (長谷川好道) |      | 1916.10.14~1919.8.12 (1,032일·2년 9개월 29일) | 육군 | 대장(大将) | 일본군 원수                     |
| 제3대 | 사이토 마코토 (齋藤實)         |      | 1919.8.13~1927.12.10 (3,041일·8년 3개월 27일) | 해군 | 대장(大将) | 내각총리 역임                   |
| -     | 우가키 가즈시게 (宇垣一成)     |      | 1927.4.15~1927.10.1 (169일·5개월 16일)        | 육군 | 대장(大将) | 직무대행                        |
| 제4대 | 야마나시 한조 (山梨半造)       |      | 1927.12.10~1929.8.17 (616일·1년 8개월 7일)    | 육군 | 대장(大将) |                                 |
| 제5대 | 사이토 마코토 (齋藤實)         |      | 1929.8.17~1931.6.17 (669일·1년 10개월)        | 해군 |            |                                 |
| 제6대 | 우가키 가즈시게 (宇垣一成)     |      | 1931.6.17~1936.8.5 (1,876일·5년 1개월 19일)   | 육군 |            |                                 |
| 제7대 | 미나미 지로 (南次郎)           |      | 1936.8.5~1942.5.29 (2,123일·5년 9개월 24일)   | 육군 | 대장(大将) |                                 |
| 제8대 | 고이소 구니아키 (小磯國昭)     |      | 1942.5.29~1944.7.21 (784일·2년 1개월 22일)    | 육군 | 대장(大将) | 내각총리 역임                   |
| 제9대 | 아베 노부유키 (阿部信行)       |      | 1944.7.21~1945.9.28 (434일·1년 2개월 7일)     | 육군 | 대장(大将) | 내각총리 역임 마지막 조선총독   |

## 청사
조선총독부 청사는 1910년부터 1945년까지 일본 제국이 한반도에 대한 식민통치를 시행한 조선총독부가 최고 행정 관청으로 사용한 건물이다. 1910년 한일병합 이후 35년의 식민통치 기간에 조선총독부는 남산 왜성대와 경복궁의 총독부 청사 2곳과 용산, 경무대의 총독 관저 3곳을 비롯하여 관사 다수를 건립하였다. 총독부 청사는 1907년에 남산 왜성대의 통감부 청사를 총독부 청사로 전용하였다가 1926년에 경복궁 흥례문 구역을 철거하고 청사를 신축하였다. 경복궁의 총독부 청사는 대한민국 수립 이후 중앙청으로 사용되다가 한국전쟁 당시에는 조선인민군이 인공기를 게양하고 인민군 전선사령부로 사용했다가 도망가기 전에 중앙청 내부에 방화를 저지르고 도망갔다. 9월 28일에 서울을 수복하고 게양되있던 인공기를 버리고 태극기를 게양했다. 국립중앙박물관으로 전용되었다. 그 후 이 건물의 철거와 보존을 둘러싸고 갑론을박이 있었지만 광복 50년 1995년 3월 1일 오전 10시 김영삼 정부 때 철거되었고 건물의 부재는 독립기념관으로 옮겨져 보존되어 있다.
총독 관저는 1910년부터 남산 왜성대의 일본 공사관을 관저로 사용하였고 1908년에 건립된 용산의 관저를 별도로 운용하였으며 1937년에 경복궁 북쪽에 경무대 총독 관저를 신축하였다. 한편 1910년 이후 식민 통치 기구가 정비되면서 일본인 관리의 수가 증가하자 이들을 위한 관사가 대량으로 건설되어 보급되었다.

## 조직
조선총독부는 1910년 10월 2일부로 조선 13도의 관찰사를 도 장관으로 명칭을 변경했다가 1912년부터 도지사로 바꾸었다. 또한, 도지사 아래 부지사를 두어 도지사의 업무를 보좌하게 했고, 이방, 호방, 예방 등 각 방을 근대식 각각의 국과 과로 나누었다. 또한, 규모가 큰 부에는 국장급을, 작은 부에는 과장급만을 두어 예하 행정체계를 구성하게 했다. 행정기관은 면리제와 동제, 오가작통법에 의한 통반제였던 것을 도시지역은 동(洞) 대신 일본식 행정구역 명칭인 정(町)을 쓰게 하였다. 또한, 부 중에서도 규모가 큰 부는 다시 몇 개의 동을 묶어 한 개의 구(區)로 나누었다.
관료의 채용은 향리가 세습하던 것을 폐지하고 공개채용 시험과 고등관 시험, 판임관 시험 등의 채용시험으로 전환하였다. 관료들의 직위는 군속, 면속으로 칭하고, 기수(서기), 기사, 주사, 사무관, 서기관 등의 직위를 적용하고 차등으로 월급을 지급하였다. 또한 헌병과 경찰의 수사, 검열 등의 편의를 위해 한국인 출신의 순사보조원과 헌병보조원 등의 사무보조원을 채용해서 썼다.
| - 총독관방 - 비서과, 무관실 - 장관관방 - 서무계, 회계계(會計係) - 내무부 - 지방계, 권업계, 학무계 - 서무과 - 지방국 - 지방과, 토목과, 위생과 - 학무국 - 학무과, 편집과 - 재무부 - 세무계, 이재계 - 총무부 - 외사국, 인사국, 회계국, 문서과 - 탁지부 - 서무과 - 세관공사과 - 사세국 - 세무과, 관세과 - 사계국 - 예산결산과, 재무과 - 농상공부 - 서무과 - 식산국 - 농무과, 산림과, 수산과 - 상공국 - 광무과(鑛務課), 상공과 - 사법부 - 서무과, 민사과, 형사과 | - 계(係)를 과(課)로 개정했다. - 지사관방(장관관방을 개정) - 제1부 - 제2부 - 제3부 - 경무과, 고등경찰과, 보안과, 위생과 - 총독관방(総督官房) - 총무부(総務部) - 인사국(人事局) - 서무과, 인사과 - 외사국(外事局) - 회계국(会計局) - 경리과, 영선과 - 문서과(1910년 개정) - 감사실(監事室) - 내무부(内務部) - 서무과(1910년 개정) - 지방국(地方局) - 지방과, 토목과, 지적과, 건축과, 위생과(1910년 개정) - 학무국(学務局) - 학무과, 편집과(1910년 개정) - 경무국(警務局) - 서무과, 경무과 - 탁지부(度支部: 1910년 개정) - 서무과 - 세관공사과 - 사세국 - 세무과, 회계과, 관세과(1910년 개정) - 사계국 - 예산결산과, 재무과(1910년 개정) - 탁지부(度支部) - 사세국(司税局), 사계국(司計局) - 농상공부(農商工部) - 서무과(1910년 개정) - 식산국(殖産局) - 농무과, 산림과, 방재과, 수산과(1910년 개정) - 상공국(商工局) - 광무과(鑛務課), 상공과(1910년 개정) - 사법부(司法部) - 서무과, 민사과, 형사과(1910년 개정), 특별수사과 - 중추원 - 서무과, 조사과, 편찬과 - 취조국(1910년 10월 설치, 1912년 폐지, 참사관실 대치) | - 총독 - 정무총감 - 장관 : 각 부의 장 - 실국장 : 각 실,국의 장 - 참사관 : 2명 - 비서관 : 2명 - 서기관 : 19명 - 사무관 : 19명~25명 - 기사 : 부처별 30명 - 통역관 : 각 실국별 6명 - 기수 : 337명 - 통역생 - 총독부 무관 : 육해군 소장 또는 좌관(영관급) - 부속부관 : 육해군 좌관 등이 있다. |

## 조선인 참정권 정책
1940년부터 조선총독부는 일본 제국 정부에 조선인의 참정권을 허락해 달라고 요구하였다. 1932년 12월 박영효가 귀족원 의원에 칙임 된 예가 있었고, 1941년에 윤덕영(尹德榮)과 박중양이 선정되었는데 박중양은 이때 귀족원 의원직을 사양했다. 그러나 박중양은 1945년 4월 3일 두 번째로 귀족원 의원직에 임명되자 이때는 수용한다. 1943년에는 이진호가 칙선 되고 있었지만, 제도로서 규정되어 있는 것은 아니었다. 이때까지의 귀족원 의원은 임명되면 받아들이는 것이었다. 이것을 거절한 인물은 박중양이 유일했다.
일제강점기 후반 1945년 당시 조선인 귀족원 의원으로는 박영효, 윤덕영, 이진호, 윤치호, 김명준, 박중양, 박상준, 송종헌, 이기용, 한상룡 등이 선임되었다. 초기에 박영효, 윤덕영, 이진호, 김명준, 박상준, 송종헌, 이기용, 한상룡 등을 선정하고 1945년에는 박중양, 윤치호를 추가로 선임하였다.
조선인 지식인과 관료들의 참정권 요구에 답변을 회피하던 조선총독부는 자발적으로든, 강제적으로든, 권고에 의해서든 한국인들이 태평양 전쟁에 강제 징집되거나 자원해서 입대하자 이를 계기로 본국 정부에 계속해서 한국인의 참정권을 허락해 달라고 요청했다. 1940년부터 계속되었던 총독부의 요구는 결국 1945년 1월에 가서야 통과된다.

### 조선인 귀족원 의원 선출 과정
일본 제국 국회의 상원 격이었던 귀족원에 한국인 의원이 선출된 배경은 조선인들의 참정권 요구가 받아들여진 결과였다. 징병제가 일본 본국의 일방적인 요구에 의해 시행되었던 것에 비해, 참정권 문제의 해결은 조선총독부가 작성한 원안대로 관철되고 있는 것으로 알려졌다. 귀족원 의원의 칙선의원 7명은 1945년 4월 3일에 선임되었는데 김명준(金明濬), 박상준(朴相駿), 박중양, 송종헌(宋鍾憲), 윤치호(尹致昊), 이진용(李珍鎔), 한상룡(韓相龍) 등이었다. 한편 한국인 몫의 하원격인 중의원 의원 23명은 의회가 만기되면 선거에 의해서 선출될 예정이었다.
조선인에 대한 참정권의 부여가 법률로써 실현된 것은 1945년 1월의 일본 의회를 통과한 법률 제34호 '중의원 선거법 중 개정법 율안'과 칙령 제193호 '귀족원령 중 개정안'에 의해서였고, 참정권 부여는 한반도와 타이완에서 동시에 이루어졌다. 이를 두고 사학자 김유리는 참정권 문제 해결이 늦어졌다는 평을 내리기도 했다. '참정권 문제의 해결은 한반도에 대한 징병 시행이 발표되었던 1942년의 시점에 이루어졌어야 할 것이다. 그러나 징병제 발표 시기에도 아무런 언급조차 없었고, 오히려 징병제와는 '별도로 고려되어야 할 것'으로 주장되었다.'고 비판했다. 그는 '징병제와는 '별도로 고려되어야 할 것'으로 주장돼왔던 문제가 2,3년의 잠복 기간을 거친 후 한인들의 강한 요구라는 구실을 빌어 해결을 서두르지 않으면 안 되었던 이유가 무엇인지 고찰해 볼 필요가 있을 것이다.'라고 비판한다.
원래 일본은 귀족원 의원의 피선거권을 '제국 신민인 남자로서 연령 30세 이상인 사람'으로 규정되어 있었다.
그러나 한국인들에게 부여된 참정권도 일부 제한이 있는 것이었다. 먼저 귀족원 의원의 경우는 한반도와 타이완에 거주하는 만 30세 이상의 남자로서 명망이 있는 사람으로부터 칙임 된 사람 10명 이내를 참가시키며, 7년 임기로 하였다. 이 10명의 귀족원 의원 가운데 몇 명씩을 배당할 것인가에 대한 명문 규정은 없었으나, 7명을 한반도에, 나머지 3명을 타이완에 할당하고 있었다. 그리고 이들 귀족원 의원들은 1945년 4월에 鈴木 내각이 성립한 직후의 임시의회에 참가하고 있다.
원래 일본 출신 일본 귀족원 의원의 임기는 종신이었음에도 한반도와 타이완 출신 의원의 임기를 7년으로 한 것은 또 다른 차별을 만든 것이었다.
일본 정부는 시간이 지나면 하원 격인 중의원에도 한인을 참가시킬 계획이었다. 중의원에 있어서는 공선(선거)에 의해야 한다는 원칙에 근거해 있는 만큼 선거의 방법을 어떻게 할 것인가의 문제가 가장 중요하게 거론되었던 것으로 보인다. 여기에 대해 일본 본국과 조선총독부 모두 보통선거는 피해야 한다는 것이 기본 입장이었고, 이 때문에 선거 방법은 제한선거에 의할 것으로 결정되었다. 즉 선거권을 제한하는 데 있어 기준을 무엇으로 할 것인가에 대해 일제는 직접 국세 15원 이상을 납부하는 사람을 선거권자로 결정하고 있었다. 이것은 일제가 이미 실시하고 있었던 지방자치 단체 의원 선거의 경우 보다도 그 자격 기준이 훨씬 더 강화된 것인데, 당시 도회, 부회, 읍회, 면협의회 선거의 선거권도 그 자격 기준이 국세 5원 이상으로 규정되어 있었다.
그러나 조선인 중의원은 일본 제국 귀족원과 중의원에게 안건이 계류 중에 있던 8월 일본의 패전으로 해방되면서 전면 백지화된다.

## 기타
3·1 운동의 불씨가 남아 있던 1922년 순사직 경쟁률은 약 2.1대 1 수준에 불과했으나 문화정치가 본격화한 1920년대 중반 이후부터 그 경쟁률이 10대 1을 웃돌았다. 1926년에는 856명 모집에 9천193명이 지원, 약 10.7대 1의 경쟁률을 보였으며 1932년에는 854명 모집에 1만 6천193명이 지원해 19대 1로 경쟁률이 수직으로 상승했다. 순사 등에 대한 19.6대 1로 정점을 찍은 1935년 이후 순사에 대한 선호는 1936년 14.1대 1, 1937년 10.9대 1로 내리막길을 걸었으나 1920년대 중반부터 태평양 전쟁 이전까지 경쟁률이 10∼20대 1에 이를 정도로 순사직이 높은 인기를 구가했다. 이를 두고 연세대학교의 장신은 "순사는 조선인 사회에서의 좋지 못한 이미지에도 불구하고 법률로 보장된 권한 탓에 해마다 높은 지원율을 보였다."라고 지적하면서 "관리의 최말단인 까닭에 지원자의 학력 수준은 보통학교 졸업자가 80% 정도를 차지했다."라고 분석했다.

## 같이 보기
- 일제강점기
- 조선총독부 관보
- 타이완 총독부
- 경복궁

## 참고 자료
- 김윤정, 《조선총독부 중추원 연구》 (경인문화사, 2011)
- 강만길, 《고쳐 쓴 한국현대사》 (창작과비평사, 2006)
- 신복룡, 《한국사 새로보기》 (풀빛, 2001)
- 최유리, 《일제 말기 식민지 지배정책연구》 (국학자료원, 1997)
- 이현희, 《이야기 인물한국사》 (청아출판사, 2007)
- 이이화, 《한국사 이야기 20:우리 힘으로 나라를 찾겠다》 (한길사, 2006)